# لهجة خبانية
عُرفت باللهجة الخبانية وتتكلم بها الكثير من المناطق المجاورة لما يعرف بخُبان(مخلاف يَحصُب) التابع لمدينة يريم كعمار ومناطق من رداع وقيفة وعَنس والعود ودَمت وبعض مناطق الشعِر، ونطق الحروف فيها كما هي في اللغة العربية عدا اختلاف بسيط في حرف القاف فتنطق بما تعرف (بالقاف البدوية)، وتُضم فيها كاف الملكية للمذكر اما كاف الملكية للمؤنث فتنطق شين بدلا من الكاف مثال : (يدش بدلا من يدكِ) ويحذف حرف العلة في فعل الامر.